# Pohádka o zlobivé kryse
Pohádka o zlobivé kryse je komiks vytvořený výtvarníkem Bryan Talbotem.
| „                                                   | „...citlivý, dokonale napsaný příběh, který je ve své podstatě o smyslu a významu představivosti a výtvarného umění a o tom, co si bereme z minulosti a neseme s sebou do budoucnosti. Příběh plný síly, bolesti a touhy dál žít.“ | “ |
| — Neil Gaiman autor knih Nikdykde a Američtí bohové | |   |

## Obsah
Sledován je osud dívky Heleny na cestě do nového života v překrásném kraji Lake District. Helena utekla z domova, protože ji vlastní otec zneužíval, a její příběh se tak podobá životním osudům slavné autorky pohádek Beatrix Potterové.

## Ocenění
Pohádka o zlobivé kryse získala Eisner Award, cenu Comic Creators’ Guild, dvě Comic Art Award, dvě americké Comic Buyers’ Guide Don Thomson Award a Internet Comic Award za nejlepší román v obrazech. Ve Španělsku získala cenu Haxtur, ve Švédsku Unghunden, v Kanadě Prix Bédélys a objevila se na každoročním seznamu doporučeného čtiva New York Times. Byla nominována i na British Library Award, The National Cartoonists’ Society of America’s Rueben Award a Harvey Award.